# Campionati svedesi di ski cross 2014
I Campionati svedesi di ski cross 2014 si sono svolti a Lofsdalen il 5 aprile. Il programma ha incluso sia la gara femminile che la gara maschile. 
Trattandosi di competizioni valide anche ai fini del punteggio FIS, vi hanno partecipato anche sciatori di altre federazioni, senza che questo consentisse loro di concorrere al titolo nazionale svedese.

## Risultati

### Uomini
| Pos. | Atleta                 | Nazione  |
| ---- | ---------------------- | -------- |
| 1    | Thomas Borge Lie       | Norvegia |
| 2    | Victor Sticko          | Svezia   |
| 3    | Victor Oehling Norberg | Svezia   |
| 4    | Viktor Andersson       | Svezia   |
| 5    | Filip Hedstroem        | Svezia   |

### Donne
| Pos. | Atleta                  | Nazione  |
| ---- | ----------------------- | -------- |
| 1    | Julie Brendengen Jensen | Norvegia |
| 2    | Marte Hoeie Gjefsen     | Norvegia |
| 3    | Anna Holmlund           | Svezia   |
| 4    | Malou Peterson          | Svezia   |
| 5    | Clara Sjoelund          | Svezia   |